# Янчук Поліна Олександрівна
Поліна Олександрівна Янчук (нар. 25 квітня 2001, Ватутіне, Черкаська область, Україна) — українська футболістка, нападниця жіночої збірної України з футболу.

## Клубна кар'єра
Професійну футбольну кар'єру розпочала  в «Пантерах» з Умані. З 2019 по 2020 рік виступала за «Ятрань».
З 2021 по 2022 рік грала в Першій лізі за новостворений на той момент донецький «Шахтар», де після 10 турів з 25 забитими голами очолювала список кращих бомбардирів турніру, але через російську агресію той сезон не було дограно. 
Фізичну форму влітку 2022 року Янчук підтримувала у складі «Жальгіріс» в Вільнюсі, а пізніше підписала контракт з «Кривбасом». Янчук в тому ж сезоні забила 37 м'ячів, а «Кривбас» став срібним призером вищої ліги. 
В січні 2024 року в.о. головного тренера Костянтин Фролов оголосив про те, що «Кривбас» залишила велика група гравців, включаючи й Поліну Янчук .
14 січня 2024 року Янчук дебютувала в турецькій суперлізі у складі «Бейлербеї». В грі проти «Фатіх Ватанспору» українська нападниця забила гол у першому ж матчі за свою нову команду.

## Кар'єра в збірній
Виступала за молодіжну збірну України.
11 квітня 2023 року вперше була викликана до національної збірної України на товариську гру проти Естонії, але в тій грі так і не вийшла на поле.
Дебютувала за збірну 7 липня 2023 року в матчі проти збірної Португалії на стадіоні «Беса Секулу XXI», домашній арені футбольного клубу «Боавішта». На цій грі були присутні понад 20 000 глядачів, а Янчук вийшла в основному складі команди.

## Досягнення
- Вища ліга України:
  -  Золота призерка (1): 2025
  -  Срібна призерка (1): 2023
  -  Бронзова призерка (1): 2021

- Кубок України:
  -  Володарка (1): 2025